# Cimetière national de Golden Gate

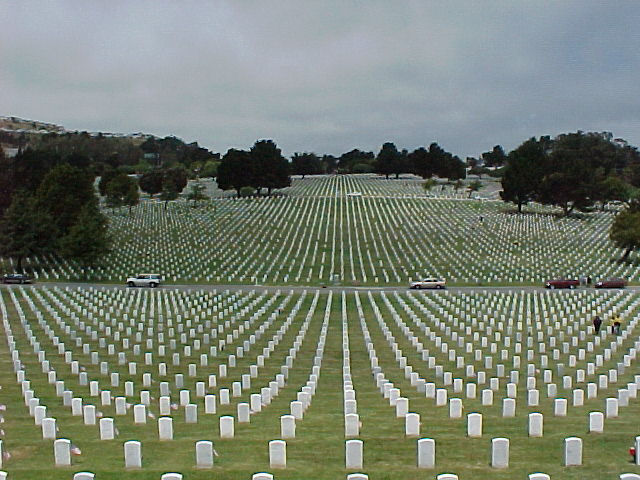
Vue depuis le centre du cimetière

Le cimetière national de Golden Gate est cimetière national des États-Unis, en Californie, situé dans la ville de San Bruno, à 12 milles (19 km) au sud de San Francisco. En raison de son nom et de son emplacement, il est souvent confondu avec le cimetière national de San Francisco, qui date du XIXe siècle et qui est dans le presidio de San Francisco, en vue du Golden Gate. Autour de 1937, les habitants de San Francisco votent pour s'opposer à l'ouverture de nouveaux cimetières dans la ville proprement dite et, en conséquence, le site pour le nouveau cimetière national est sélectionné au sud des limites de la ville dans le comté de San Mateo adjacent.

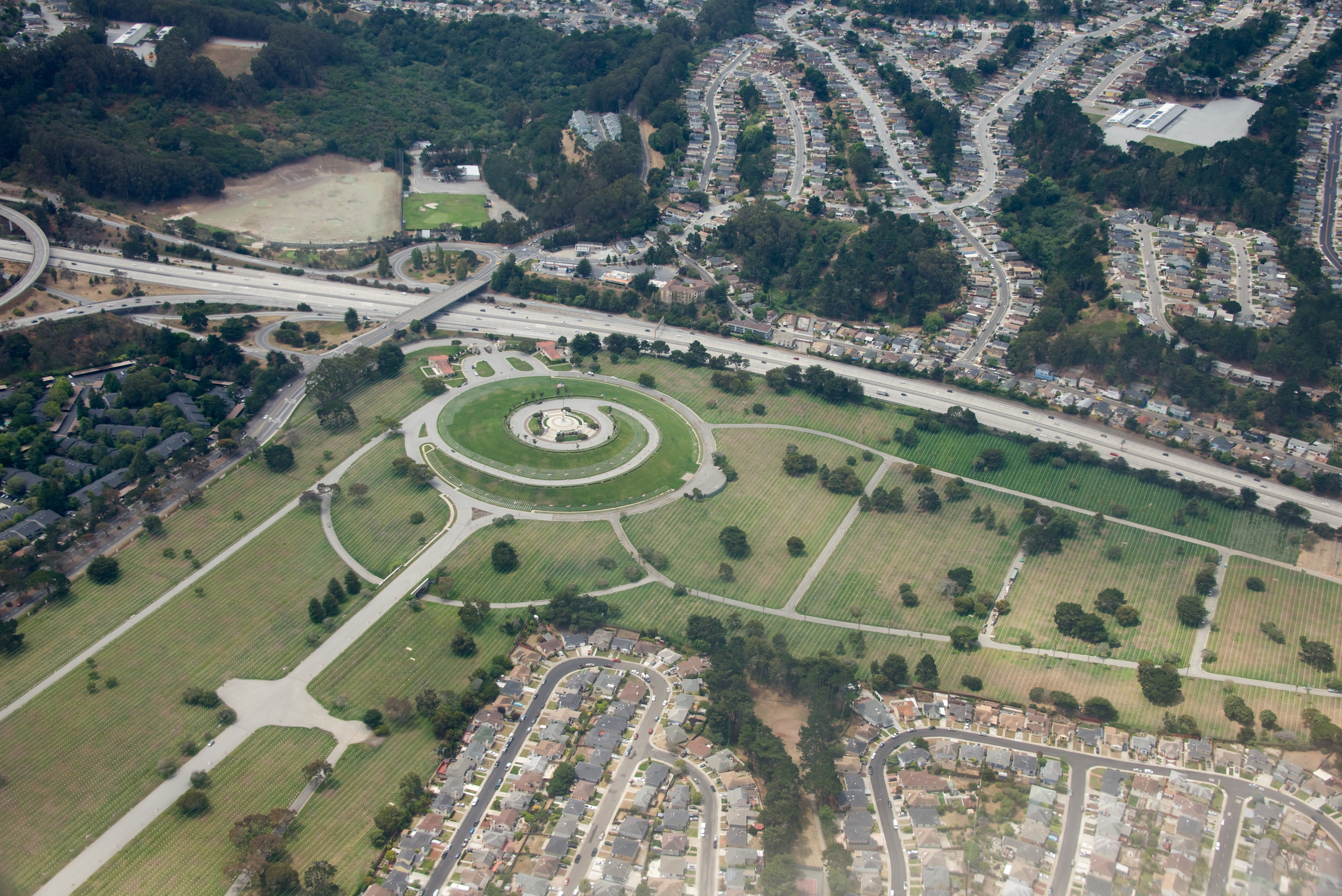
Photo aérienne du cimetière national de Golden Gate.

## Histoire
Le Congrès autorise la construction du cimetière en 1937, avec les premiers enterrements en 1941. Le cimetière est officiellement inauguré lors du Memorial Day, le 30 mai 1942. La procureur général de Californie Earl Warren (plus tard gouverneur, puis chef de la justice des États-Unis) est l'orateur d'honneur lors de la cérémonie. Le Golden Gate est l'un des nombreux cimetières prévus par l'U.S. Army, débutant dans les 1930 et s'achevant au cours des années 1940. Ils sont spécifiquement conçus pour fournir d'abondants emplacements d'inhumations dans des lieux autour des villes avec de très grandes populations de vétérans.
En 2005, le cimetière contenait 137 435 inhumations. Au fil des ans, plusieurs tentatives d'agrandissement du cimetière national de Golden Gate rencontrent une résistance de la part des riverains, de sorte qu'il reste sur sa superficie d'origine de 161,5 acres (65,4 ha) de 1941.
Plusieurs membres du service qui sont enterrés dans le cimetière national de Golden Gate ont été internés dans les écuries à proximité de l'hippodrome Tanforan pendant la première partie de l'internement des américains d'origine japonaise.
Il convient également de noter que le cimetière national de Golden Gate a été le premier à inaugurer la grande exposition de drapeaux le jour du Memorial Day. Les drapeaux sont levés autour de la base de la colline, au centre du cimetière et des petits drapeaux sont placés sur chaque sépulture par divers scouts bénévoles. Cette pratique a été créée et mise en vigueur par John T. Spelman, le surintendant du cimetière de l'époque.
Le cimetière est inscrit sur le registre national des lieux historiques en 2016.

## Monuments et mémoriaux
Les vétérans Américains ont fait don d'un carillon Schulmerich au cimetière dans le cadre de leur programme de carillons commémoratifs mondial. Le carillon est inauguré le 30 mai 1958.

## Sépultures notables

### Récipiendaires de la médaille d'honneur
(Les dates correspondent à celles des actions pour lesquelles ils ont reçu la médaille d'honneur.)

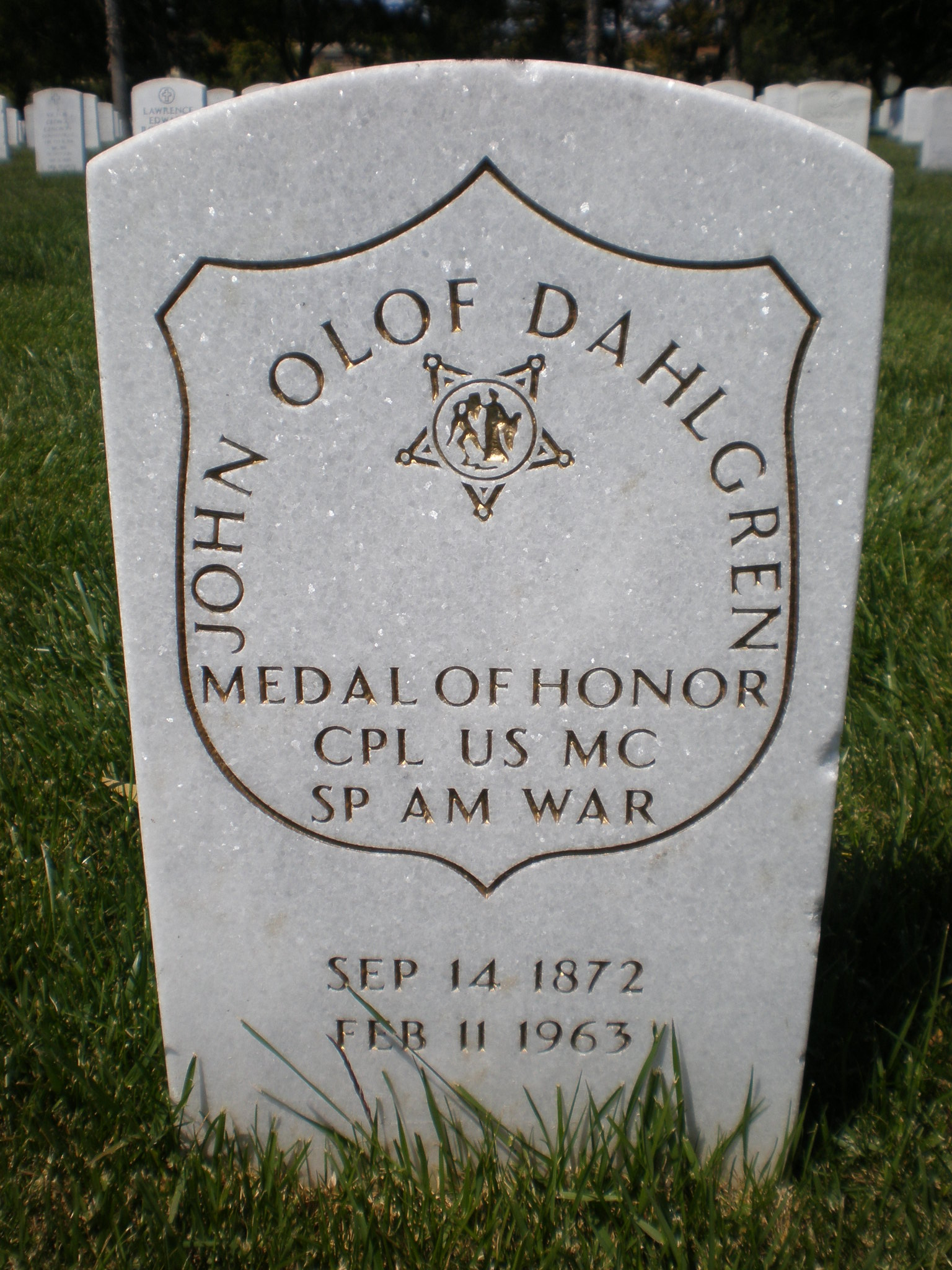
Pierre tombale de John Dahlgren

- Caporal Edward A. Bennett (Seconde Guerre mondiale), U.S. Army, compagnie B, 358th U.S. Infantry, 90th Infantry Division. Heckhuscheid, Allemagne, 1er février 1945 (section 2B, tombe 1071-A).
- Adjudant Vito R. Bertoldo (Seconde Guerre mondiale), U.S. Army, compagnie A, 242nd U.S. Infantry, 42nd Infantry. Hatten, France, 9–10 janvier 1945 (section C, tombe 52-A).
- Second chef canonnier John Joseph Clausey U.S. Navy. À bord de l'USS Bennington (PG-4), 21 juillet 1905 (section C, tombre 121-B).
- Caporal John O. Dahlgren (révolte des Boxers), U.S. Marine Corps. Peking, Chine, 20 juin – 16 juillet 1900 (section Z, tombe 1950).
- Soldat John Francis DeSwan (guerre hispano-américaine), compagnie H, 21st U.S. Infantry. Santiago de Cuba, 1er juillet 1898 (section R, tombe 195-A).
- Soldat Mosheim Feaster (guerre indienne), compagnie E, 7th U.S. Cavalry. Wounded Knee Creek, Dakota du Sud, 29 décembre 1890 (section O, tombe 319).
- Sergent Paul H. Foster (guerre du Viêt Nam), U.S. Marine Corps Reserve, deuxième bataillon, 4th Marines, 3rd Marine Division. Près de Con Thien, république du Viêt Nam, 14 octobre 1967 (section V, tombe 4764).
- Sergent Edward H. Gibson (guerre américano-philippine), compagnie M, 27th U.S. Infantry, U.S. Volunteers. San Mateo, Rizal, Philippine, 19 décembre 1899 (section L, tombe 7791).
- Soldat de première classe Harold Gonsalves (Seconde Guerre mondiale), U.S. Marine Corps Reserve. archipel de Ryukyu, 15 avril 1945 (section B, tombe 61).
- Capitaine Nelson M. Holderman (Première Guerre mondiale), U.S. Army, 307th U.S. Infantry, 77th Division. Argonne, France, 2–8 octobre 1918 (section R, tombe 17).
- Second machiniste William R. Huber, U.S. Navy. À bord de l'USS Bruce, 11 juin 1928 (section 2B, tombe 4085).
- Second maître d'équipage de première classe Reinhardt J. Keppler (Seconde Guerre mondiale), U.S. Navy. À bord de l'USS San Francisco (CA-38), 12–13 novembre 1942 (section C, tombe 379).
- Marin Hugh P. Mullin (guerre américano-philippine), U.S. Navy. À bord de l'USS Texas, 11 novembre 1899 (section A, tombe 294).
- Soldat de première classe Stuart S. Stryker (Seconde Guerre mondiale), U.S. Army, compagnie E, 513th Parachute Infantry, 17th Airborne Division. Près de Wesel, Allemagne, 24 mars 1945 (section B, tombe 719).
- Soldat de première classe Robert H. Young (guerre de Corée), U.S. Army, compagnie E, 8th Cavalry Regiment, 1st Cavalry Division. Nord de Kaesong, Corée, 9 octobre 1950 (section O, tombe 8).

### Autres sépultures

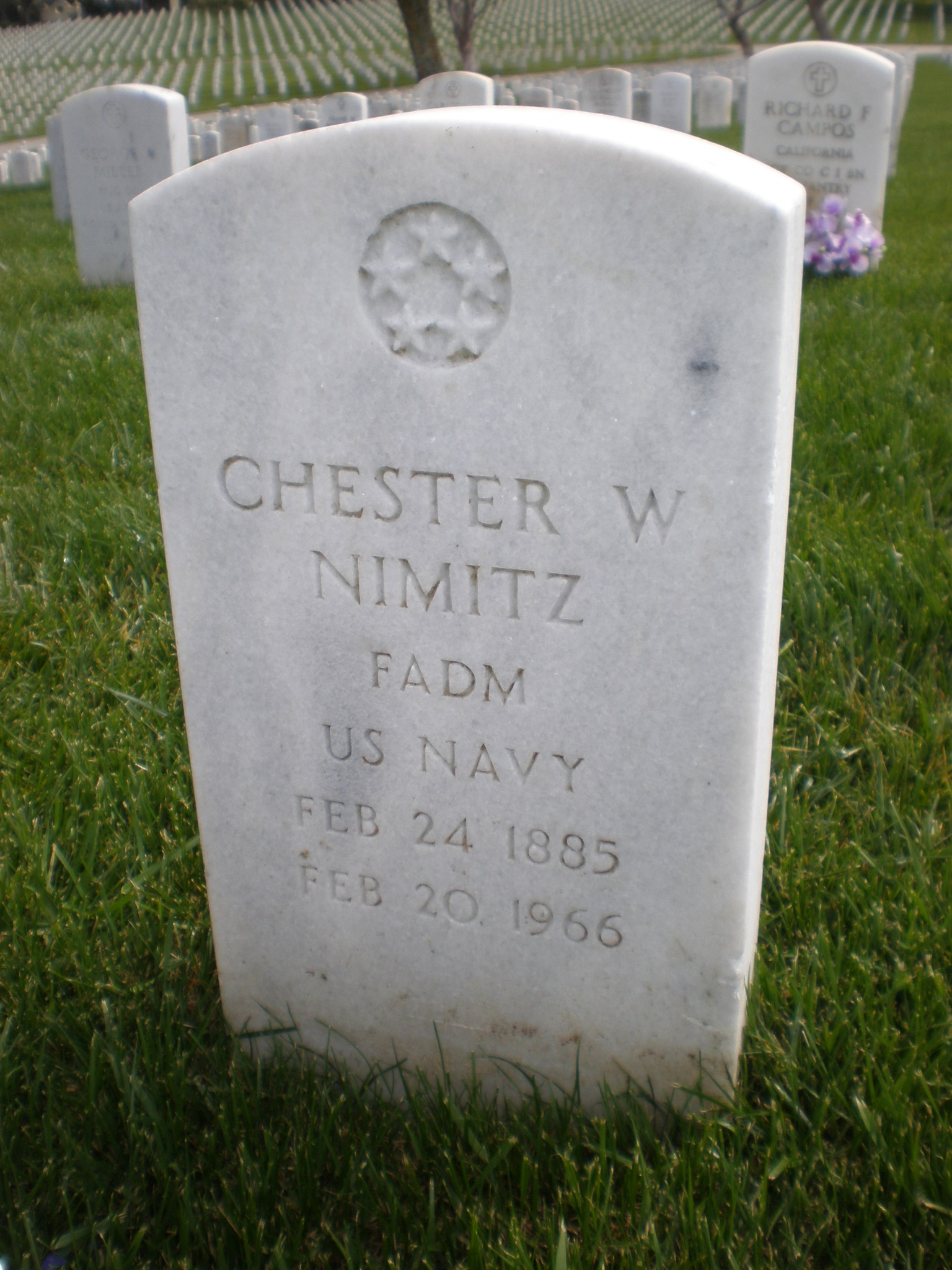
Pierre tombale de Nimitz

- Amiral Chester W. Nimitz, commandant la flotte du Pacifique de la seconde guerre mondiale. Un certain nombre d'éminents officiers qui ont servi sous ses ordres sont également enterrés là : les amiraux Raymond A. Spruance, Richmond K. Turner, et Charles A. Lockwood, par un arrangement fait par chacun d'eux, de leur vivant.
- Capitaine Edward L. Beach, Sr, officier de carrière de la marine
- Philip Habib, diplomate américain, vétéran de la seconde guerre mondiale
- David A. Hargrave, auteur de fiction et vétéran de la guerre du Viêt Nam
- Percy Kilbride, acteur, son rôle le plus connu est « Pa Kettle » dans le la série de comédie Ma & Pa Kettle, des années 1950.
- Leo Ryan, le premier membre du Congrès des États-Unis à avoir été tué en service en poste ; au Guyana
- Oliver Sipple, un vétéran de la marine de la guerre du Viêt Nam qui a déjoué une tentative d'assassinat contre le président Gerald Ford par Sara Jane Moore, le 22 septembre 1975 à San Francisco, en Californie.
- Dan White, parachutiste de la guerre du Viêt Nam et ancien superviseur du comté de San Francisco. Il a assassiné le superviseur du comté de San Francisco Harvey Milk et le maire de San Francisco George Moscone, le 27 novembre 1978.
- Percy Northcroft, un joueur de football américain en 1906 et 1908, pour l'académie navale des États-Unis

#### Étrangers
- 3 militaires du Commonwealth Britannique de la seconde guerre mondiale sont enterrés ici – un du commandement de Ferry de la Royal Air Force, un de la Royal Canadian Air Force et un de la Royal Australian Air Force[2].
- 44 prisonniers de guerre allemands et italiens sont enterrés ici qui avaient été capturés en Afrique du Nord après l'effondrement de l'Afrika Korps allemande, sous le commandement du Fieldmarshal Erwin Rommel en 1943. Les prisonniers étaient retenus au camp Beale et au camp Cuire en Californie et au camp Rupert dans l'Idaho, où ils ont été enterrés dans les cimetières des postes. À la fermeture des postes, les prisonniers de guerre ont été ré-inhumés au Golden Gate.